# Тірренські мови
Тірренські мови (дав.-гр. Τυρρηνοί — етруски) — гіпотетична мовна сім'я мов, до якої належала зникла етруська мова. Термін запропонував німецький мовознавець, фахівець з етрускології Гельмут Рікс. 

## Склад
До складу сім'ї включають такі мови:
- Етруська мова (кілька сот написів з Італії VII—II ст. До н. Е.)
- Ретська мова (кілька десятків написів з Південних Альп, V—II ст. До н. Е.)
- Мова Лемноської стели V ст. до н. е..

З меншим ступенем відповідності:
- Етеокіпрська мова (або Кіпро-мінойська мова?) — Засвідчений кількома текстами кіпрським письмом V ст. до н. е., деякі з паралельним грецьким текстом, а також, ймовірно, численні давніші написи з о. Кіпр, виконані Кіпр-мінойським письмом (не дешифровані).
- Камунська мова (короткі глоси й написи на 1-2 слова, Страбон писав про спорідненість камунів з ретами, проте Пліній стверджував, що вони були споріднені з евганеями — в останньому випадку камунська мова була близька до лігурської, а не до тірренської)
- Мова пеласгів (Геродот неодноразово ототожнює пеласгів з Тірені, і вказує на Лемнос як на місце проживання і тих, і тих (див. Лемноська стела), проте ранні джерела розрізняють пеласгів і тірренів Пеласгський субстрат в грецькій мові явно відрізняється від будь-якої з тірренських мов.
- Протосардська мова (М Піттау., О. Й. Немировський)

## Походження тірренських мов
Тіррени (етруски), пеласги, Тевкра і деякі інші народи згадуються як «Народи моря», що примігрували у XII ст. до н. е. з Малої Азії і напали на Єгипет. Припускають, що ці народи були залишки автохтонного населення західного і південно-західного узбережжя Малої Азії, що мешкали в ній до завоювання її хеттами, греками і хурритами. Пеласги також згадуються в ряді джерел як догрецького населення Греції. І. М. Дьяконов, навпаки, за деякими структурними і лексичними показниками зближує етруську мову з хурритською. Незважаючи на майже повну розбіжність етруської і хурритської морфологій, принципи словотворення і фонетики дуже подібні.
Деякі збіги спостерігаються між етруською і хаттською мовами: етр. тупи («мука, кара»), ана («цей») і слова з аналогічними значеннями в хаттській.
Леонард Палмер та Володимир Георгієв зближували тирренські мови з індоєвропейськими — зокрема, з лувійською на підставі вказівок стародавніх авторів про походження етрусків з Лідії. Проти даної гіпотези говорять глибокі морфологічні відмінності між етруською мовою і лідійською, в ряді випадків вони навіть глибше, ніж між етруською і гіпотетичною праіндоєвропейською мовою (наприклад, між системою іменних класів етруської мови).

## Граматика
Характерні риси всіх тірренських мов:
- Типологія: аглютинативний лад з вираженою тенденцією до флективності;
- Словотвір: суфіксальний (відсутні префікси та складання коренів, можливе додавання 2-3 суфіксів);
- Консонантизм: нерозрізнення на письмі дзвінких і глухих приголосних (у вимові були можливі коливання, які не мали словозмінних значення);
- Фонологія: багатий консонантизм (особливо спіранти), бідний вокалізм (/a/, /e/, /ja/, звуки /o/ та /u/ не розрізнялися);
- Ім'я: іменники і прикметники мали однакову парадигму відмінювання;
- Іменні класи: в етруській мові два — живі й неживі (такий поділ мало б сенс у тому випадку, якщо мова-предок мала активний лад, не зазначений у самій етруській мові); в інших мовах, через малу кількість пам'яток, перевірити наявність іменних класів неможливо;
- Прийменник: були відсутні, їх замінювали відмінки й описові конструкції;
- Дієслово: не змінювалося за особами, мало кілька часів і способів.
- Синтаксис: SOV, означення після зумовленого.
- Заперечення: досі негативна частка в жодній з тірренських мов достовірно не ідентифікована.